# کاننامی
کاننامی (به لاتین: Kannami) یک منطقهٔ مسکونی در ژاپن است که در Tagata District واقع شده‌است. کاننامی ۶۵٫۱۶ کیلومترمربع مساحت و ۳۸٬۱۲۰ نفر جمعیت دارد.